# Jerzy Twarowski
Jerzy Twarowski (ur. 19 grudnia 1995 w Krakowie) – polski pływak specjalizujący się w stylu motylkowym. Reprezentuje klub pływacki Jordan Kraków. Uczęszcza do Szkoły Mistrzostwa Sportowego w Krakowie.

## Życiorys
Twarowski jest 20 – krotnym Mistrzem Polski Juniorów w różnych stylach i kategoriach wiekowych. W 2012 roku wywalczył brązowy medal na Olimpijskim festiwalu młodzieży Europy (EYOF) w Trabzonie, Turcja, na dystansie 200 m st. motylkowym (2:02,73.) oraz w sztafecie 4 × 100 m st. zmiennym (w składzie: Łukasz Bielecki, Maciej Hołub, Jerzy Twarowski, Jan Hołub; 3:51,02). W 2012 roku brał także udział w Mistrzostwach Europy Juniorów w Antwerpii zajmując m.in. 11. miejsce na dystansie 200 m st. motylkowym z czasem 2:03,14.
W 2013 roku wywalczył brązowy medal na Mistrzostwach Europy Juniorów w Poznaniu w sztafecie mieszanej 4 × 100 m st. zmiennym w składzie Agata Naskręt, Marcin Stolarski, Jerzy Twarowski, Wioletta Orczykowska; 3:54.30. Ponadto był 5. w sztafecie 4 × 100 m st. zmiennym, 6. na 200 m st. motylkowym i 8. na 100 m st. motylkowym.
Twarowski został również powołany do reprezentacji Polski na Mistrzostwa Świata Juniorów w Dubaju 2013, gdzie zajął 6. miejsce w sztafecie męskiej 4 x 100 m st. zmiennym (3:43,82, rekord Polski 18-latków), 9. miejsce w sztafecie mieszanej 4 x 100 m st. zmiennym (3:58.64) oraz 10. miejsce na 100 m st. motylkowym (54.26) i 11. miejsce na 200 m st. motylkowym (2:02.06).
Obecnym trenerem Jerzego Twarowskiego jest Robert Brus.

## Rekordy życiowe[7]
| Data            | Miejsce | Konkurencja                          | Rezultat  | Punkty FINA |
| --------------- | ------- | ------------------------------------ | --------- | ----------- |
| 15 czerwca 2013 | Olsztyn | 100 m stylem motylkowym (basen 50 m) | 54,04 s   | 783 pkt.    |
| 13 czerwca 2013 | Olsztyn | 200 m stylem motylkowym (basen 50 m) | 2.00,11 s | 800 pkt.    |
| 10 marca 2013   | Kraków  | 200 m stylem motylkowym (basen 25 m) | 1.56,60 s | 819 pkt.    |